# Heidsche Peel
De Heidsche Peel is een natuurgebied en restant van de Peel in de gemeente Venray, in de Nederlandse provincie Limburg, aan de grens met de Brabantse gemeente Deurne.
Het gebied is eigendom van Staatsbosbeheer en vormt een ca. 150 ha groot, vrij geïsoleerd gelegen Peelrestant. De Heidsche Peel was begin jaren 60 een van de allerlaatste grote heideontginnigen in Nederland. Doordat deze ontginning grotendeels mislukte, heeft zich een "schaakbordpatroon" gevormd waarin blokken landbouwgrond en natuurgebied elkaar afwisselen. De provincie Limburg is inmiddels begonnen een ongeveer 60 ha groot deel van de tussen het natuurgebied liggende landbouwgronden op te kopen om die weer terug te geven aan de natuur.
Het gebied bestaat uit hoogveenrestanten, berkenbos, droge en vochtige heide. Merkwaardig genoeg kent dit zwaar aangetaste natuurgebied nog altijd bijzondere en goed bewaarde natuurwaarden, met name in en om enkele complexen met boerenkuilen. Daarop hebben zich niet slechts 'gewone' veenplanten als veenmossen, veenpluis en zonnedauw weten te handhaven, maar ook zeldzaamheden als lavendelheide en kleine veenbes.
Belangrijke dieren in het gebied zijn das en gladde slang.
Het gebied ligt 4 kilometer noordelijk van de veel uitgestrektere Peelgebieden Deurnesche Peel en Mariapeel, maar is daarmee enigszins verbonden door de Peel-Raamstelling, die een smalle natuur-corridor vormt langs het Peel- of Defensiekanaal en langs de Limburgse zijde van de provinciegrens. Bovendien maakt de Heidsche Peel deel uit van een bijna aaneensluitende zone van heide- en hoogveengebieden waartoe ook het ruim een halve kilometer naar het noordwesten gelegen gebied de Bult behoort, naast de natuurterreinen op Vliegbasis De Peel en de heideterreinen op de Stippelberg.
Langs de provinciegrens met Brabant, aan westzijde van Heidsche Peel vinden we een deel van de Peel-Raamstelling. Deze bestaat naar de westrand uit een smalle strook spontaan berkenbos, dat de over een lengte van ongeveer 4750 meter kaarsrechte provinciegrens accentueert. Deze linie is begaanbaar en aantrekkelijk voor wandelaars door de aanwezigheid van een wandelpad langs het Peel- of Defensiekanaal. Het bestaat hier verder uit een smalle strook berkenbos, kazematten en "vrije schootsvelden" met een diepte van één tot anderhalve km.